# Чемпіонат Німеччини з хокею 1999—2000
Чемпіонат Німеччини з хокею 2000 — 83-ий чемпіонат Німеччини з хокею, чемпіоном став Мюнхен Баронс. Чемпіонат тривав з 10 вересня 1999 року по 12 березня 2000 року. Матчі серії плей-оф проходили з 17 березня по 28 квітня 2000 року.

## Регулярний сезон
| М   | Команда                  | І  | В  | ВО | ПО | П  | Ш       | О   |
| --- | ------------------------ | -- | -- | -- | -- | -- | ------- | --- |
| 1.  | Кельнер Гайє             | 56 | 33 | 2  | 11 | 10 | 217:144 | 114 |
| 2.  | Мюнхен Баронс            | 56 | 31 | 5  | 6  | 14 | 203:158 | 109 |
| 3.  | Крефельдські Пінгвіни    | 56 | 28 | 6  | 5  | 17 | 213:171 | 101 |
| 4.  | Кассель Хаскіс           | 56 | 28 | 2  | 9  | 17 | 168:137 | 97  |
| 5.  | Адлер Мангейм            | 56 | 27 | 6  | 4  | 19 | 196:182 | 97  |
| 6.  | Берлін Кепіталс          | 56 | 24 | 9  | 7  | 16 | 183:172 | 97  |
| 7.  | «Франкфурт Ліонс»        | 56 | 24 | 8  | 4  | 20 | 190:175 | 92  |
| 8.  | Аугсбург Пантерс         | 56 | 25 | 5  | 2  | 24 | 178:161 | 87  |
| 9.  | Ганновер Скорпіонс       | 56 | 21 | 6  | 3  | 26 | 188:195 | 78  |
| 10. | Нюрнберг Айс Тайгерс     | 56 | 23 | 2  | 2  | 29 | 169:179 | 75  |
| 11. | «Швеннінгер Вайлд Вінгс» | 56 | 18 | 5  | 9  | 24 | 160:185 | 73  |
| 12. | Розенгайм                | 56 | 19 | 5  | 4  | 28 | 168:201 | 71  |
| 13. | Айсберен Берлін          | 56 | 21 | 2  | 3  | 30 | 181:193 | 70  |
| 14. | Обергаузен               | 56 | 10 | 9  | 3  | 34 | 141:201 | 51  |
| 15. | Москітос Ессен           | 56 | 13 | 3  | 3  | 37 | 128:229 | 48  |

Скорочення: М = підсумкове місце, І = ігри, В = перемоги, ВО = перемога в овертаймі, ПО = поразки в овертаймі, П = поразки,  Ш = закинуті та пропущені шайби, О = набрані очки
Згідно з регламентом за перемогу - три очка, за перемогу в овертаймі - два очка, за поразку в овертаймі - одне очко.

## Втішний раунд
| М  | Команда                  | І  | В  | ВО | ПО | П  | Ш       | О   |
| -- | ------------------------ | -- | -- | -- | -- | -- | ------- | --- |
| 1. | Ганновер Скорпіонс       | 68 | 26 | 9  | 4  | 29 | 257:245 | 100 |
| 2. | Нюрнберг Айс Тайгерс     | 68 | 29 | 3  | 3  | 33 | 214:209 | 96  |
| 3. | «Швеннінгер Вайлд Вінгс» | 68 | 24 | 5  | 9  | 30 | 199:232 | 91  |
| 4. | Розенгайм                | 68 | 23 | 5  | 8  | 31 | 213:244 | 90  |
| 5. | Айсберен Берлін          | 68 | 25 | 2  | 4  | 37 | 230:256 | 83  |
| 6. | Обергаузен               | 68 | 16 | 11 | 4  | 37 | 174:234 | 74  |
| 7. | Москітос Ессен           | 68 | 15 | 5  | 3  | 45 | 167:282 | 58  |

Скорочення: М = підсумкове місце, І = ігри, В = перемоги, ВО = перемога в овертаймі, ПО = поразки в овертаймі, П = поразки,  Ш = закинуті та пропущені шайби, О = набрані очки

## Плей-оф

### Чвертьфінали
- Кельнер Гайє — Аугсбург Пантерс 4:2, 4:2, 5:3
- Берлін Кепіталс — Крефельдські Пінгвіни 1:2, 5:4, 4:3, 4:3
- Кассель Хаскіс — Адлер Мангейм 3:1, 0:4, 0:2, 7:1, 7:2
- Мюнхен Баронс — «Франкфурт Ліонс» 2:3, 5:0, 3:0, 3:5, 4:1

### Півфінали
- Кельнер Гайє — Берлін Кепіталс 2:1, 5:1, 4:1
- Мюнхен Баронс — Кассель Хаскіс 4:0, 2:1, 4:2

### Фінал
- Мюнхен Баронс — Кельнер Гайє 3:5, 3:2, 3:0, 4:3

## Склад чемпіонів
Мюнхен Баронс:
- Воротарі: Крістіан Кюнаст, Йохен Леманн, Боріс Руссон
- Захисники: Кент Фернс, Джейсон Хертер, Маркус Йохер, Ганс Лодін, Крістофер Луонго, Шейн Пікок, Брент Северин, Хейко Шмазал
- Нападники: Петер Абштрайтер, Майк Кассельман, Петер Дуріс, Томас Грайлінгер, Йорґ Хандрік, Філ Губер, Вейн Хайнс, Роберт Джойс, Майк Кеннеді, Ярі Корпісало, Білл МакДугалл, Юхан Розен, Александер Серіков, Пелле Свенссон, Боб Свіні, Саймон Уїлдон, Свенд Віле
- Тренер: Шон Сімпсон